# Phil Collins
Philip David Charles Collins LVO (Londres, 30 de janeiro de 1951), conhecido profissionalmente como Phil Collins, é um cantor, compositor, produtor musical e ator britânico. Ele foi o baterista e posteriormente tornou-se vocalista da banda de rock Genesis e teve uma carreira solo bem sucedida, conquistando como solista o topo da tabela britânica de singles três vezes e a tabela estadunidense sete vezes. No total, juntando seu trabalho autoral com Genesis e colaborações com outros artistas, Collins obteve a maior quantidade de canções a atingirem o top quarenta nos Estados Unidos do que qualquer outro artista ao longo da década de 1980. Seus singles de maior sucesso no período incluem "In the Air Tonight", "Against All Odds (Take a Look at Me Now)", "One More Night", "Sussudio", "Another Day in Paradise" e "I Wish It Would Rain Down".
Nascido e criado no oeste de Londres, Collins começou a tocar bateria aos cinco anos de idade. Durante o mesmo período, ele frequentou uma escola de teatro, o que lhe ajudou a garantir vários papéis como ator mirim. Seu primeiro grande papel foi o de Artful Dodger na produção de West End do musical Oliver!. Como um ator profissional bem sucedido no início da adolescência, ele decidiu seguir a carreira musical, tornando-se o baterista do Genesis em 1970 aos dezenove anos. Ele assumiu o papel de vocalista principal da banda em 1975, após a saída de Peter Gabriel. Durante a segunda metade da década de 1970, entre os álbuns e turnês com Genesis, Collins foi o baterista da banda de jazz rock Brand X. Collins iniciou uma carreira solo bem sucedida na década de 1980, inicialmente inspirado por seu colapso conjugal e amor pela música soul, lançando os álbuns Face Value (1981), Hello, I Must Be Going! (1982), No Jacket Required (1985) e ...But Seriously (1989). Collins se tornou, nas palavras da AllMusic, "um dos cantores pop e adult contemporary de maior sucesso dos anos 80 e além". Ele se tornou conhecido por um som de bateria distinto presente em muitas de suas gravações. Ele tocou a bateria no single de caridade "Do They Know It's Christmas?" (1984) e em julho de 1985, ele foi o único artista a se apresentar nos dois concertos do Live Aid. Ele retomou sua carreira na atuação, aparecendo em Miami Vice e posteriormente estrelando o filme Buster (1988).
Collins deixou o Genesis em 1996 para focar em seu trabalho solo; isso incluiu escrever canções para o filme de animação da Disney, Tarzan (1999). Ele compôs e interpretou as canções "Two Worlds", "Son of Man", "Strangers Like Me" e "You'll Be in My Heart", tendo a última lhe rendido o prêmio de Melhor Canção Original no Oscar. Ele juntou-se novamente ao Genesis para a turnê Turn It On Again Tour em 2007. Após uma aposentadoria de cinco anos para se concentrar em sua vida familiar, Collins lançou sua autobiografia em 2016 e concluiu sua turnê Not Dead Yet em 2019. Ele então se juntou ao Genesis novamente em 2020 para uma segunda turnê de reunião, terminando em março de 2022.
A discografia de Collins inclui oito álbuns de estúdio que venderam 33.5 milhões de unidades certificadas nos Estados Unidas e uma estimativa de 150 milhões de cópias vendidas no mundo inteiro, fazendo dele um dos artistas mais vendidos do mundo. Ele é um de apenas três artistas, ao lado de Paul McCartney e Michael Jackson, que venderam mais de 100 milhões de discos tanto como solistas quanto separadamente como integrantes principais de um grupo. Ele venceu oito Grammy Awards, seis Brit Awards (ganhando Melhor Artista Britânico Masculino três vezes), dois Golden Globe Awards, um Academy Award e um Disney Legend Award. Ele recebeu seis prêmios Ivor Novello Awards da British Academy of Songwriters, Composers and Authors, incluindo o prêmio de Conquista Internacional. Ele recebeu uma estrela na Calçada da Fama de Hollywood em 1999 e foi investido no Songwriters Hall of Fame em 2003 e no Rock and Roll Hall of Fame, como membro do Genesis, em 2010. Ele foi elogiado por publicações musicais com sua inclusão na Modern Drummer Hall of Fame em 2012 e no Classic Drummer Hall of Fame em 2013.

## Infância
Phil Collins nasceu e foi criado em Chiswick / Hounslow, Londres, filho de Winifred M. "June" (nascida Strange), uma agente teatral, e Greville Philip Austin Collins, um agente de seguros. Ele ganhou um kit de bateria de brinquedo no Natal, quando ele tinha cinco anos. Mais tarde, seu tio fez uma bateria improvisada que ele tocava regularmente. Collins cresceu rodeado por instrumentos mais completos comprados por seus pais.
Ele tocava em canais de televisão e no rádio, e nunca aprendeu a ler e escrever a notação musical convencionalmente, em vez disso, ele usa um sistema que ele criou para si mesmo. Ao contrário de seus companheiros da banda Genesis, Collins era considerado, para os padrões ingleses, um músico de origem humilde.

## Genesis
Collins ingressou na banda Genesis após a saída do baterista John Mayhew, em 1970. Depois que Peter Gabriel deixou a banda em 1975, Collins assumiu os vocais. Esse foi o período de maior sucesso comercial da banda, que continuou através dos anos 1980. Enquanto trabalhava tanto como vocalista quanto de baterista, dava os primeiros passos de uma bem-sucedida carreira solo.

## Carreira solo e auge
Antes de despontar como cantor solo, Collins era bastante ocupado com projetos paralelos para ocupar seu tempo, tendo sido declarado um exemplo de workaholic no mundo da música. Integrou a banda de fusion Brand-X entre 1975 e 1980, alegando que precisava de uma atividade extra nos dias que não tocava no Genesis. Após o fim de seu primeiro casamento no fim dos anos 1970, compôs as canções que viriam a ser seu primeiro álbum solo.
Seu primeiro disco foi Face Value, em 1981, cuja música principal é In the Air Tonight, que alcançou grande êxito nas paradas. Os álbuns que se seguiram foram grandes sucessos de vendas e muitas músicas estiveram entre as mais ouvidas no rádio, além de frequente presença na MTV. Seu nome estava em alta e Collins trabalhava constantemente. Em 1984 compôs a canção Against All Odds para o filme Paixões Proibidas, e no ano seguinte se tornou o único músico a se apresentar no Live Aid da Inglaterra e pegar um voo supersônico para tocar no Live Aid dos Estados Unidos em sequência. Ao mesmo tempo que trabalhava na divulgação de seu terceiro álbum solo No Jacket Required, sua popularidade se acentuou mais ainda nessa fase, com ele se apresentando em numerosos programas de televisão, estrelando até episódios da popular série Miami Vice.
Em 1987 saiu a primeira compilação em remix dos sucessos do álbum anterior, e no ano seguinte Collins estrelou o filme Buster, sucesso de bilheteria que colocou duas canções no topo, "A Groovy Kind of Love" e "Two Hearts". Collins fechou a década lançando em 1989 o álbum "...But Seriously", mais conceitual, pessoal e mais maduro, ajudado ainda pela faixa de trabalho Another Day in Paradise, um dos seus últimos grandes hits das rádios. Foi o grande auge que atravessou todos os anos 1980 e também a turnê "Serious Hits...Live" começando em 1990.

## Declínio
Apesar da enorme popularidade, as vendas dos discos de Collins começaram a decair nos anos 1990, mais precisamente em 1993, época do álbum "Both Sides", em que seus problemas particulares refletiram na concepção do disco, o que não agradou aos que estavam acostumados com o som alegre, dançante e pop rock já desenvolvido. Em 2003 ele anunciou que iria terminar sua carreira solo, fazendo uma turnê de despedida, lançando o DVD da turnê em 2004. Ainda em 2003, Collins revelou que havia perdido cerca de 60% da audição do ouvido esquerdo por uma infecção viral e que não iria mais produzir seus álbuns.
Em 13 de Setembro de 2010, Phil Collins voltou a gravar, com o lançamento do álbum Going Back, com faixas de standards da Motown Records e de Soul Music dos anos 1960.
Em março de 2011, foi anunciado na imprensa que Phil Collins deixaria a música para se dedicar integralmente à família.
Phil Collins anunciou que faria seu primeiro show após quatro anos longe dos palcos e talvez fizesse também uma apresentação, com o filho Nicholas na bateria e ele próprio nos vocais, mas devido a problemas de saúde não pôde ir. O músico seria o headliner do projeto beneficente “Dreaming On The Beach Concert” da fundação Little Dreams, fundada por sua ex-esposa Orianne Mejjati. Laura Pausini, Alejandra Guzmán e outros também participaram como “convidados especiais” do show, que aconteceu na Filmore Miami Beach, no dia 6 de dezembro de 2014.
No primeiro semestre de 2014, Collins fez uma aparição surpresa na escola de seus filhos em Miami para cantar duas músicas. Foi a primeira vez que Collins se apresentou ao vivo desde sua ‘aposentadoria’, em 2011. Além do breve retorno aos palcos, em 2014 o britânico também se reuniu com a formação clássica de sua antiga banda, o Genesis, para um documentário da BBC. O projeto foi a primeira reunião do grupo desde a saída do cantor Peter Gabriel, em 1975.
Uma lesão em 2007 provocou danos nas vértebras do pescoço do músico que lhe provocaram danos irreversíveis nos nervos. Em 2015, Collins sofreu danos no sistema nervoso devido a uma cirurgia à coluna, que lhe causou novos danos nervosos incapacitantes, e, em 2017, uma nova queda levou o artista a precisar de assistência de uma bengala para andar.
Com membros originais do grupo como Tony Banks e Mike Rutherford, o grupo deu o último concerto da sua tour The Last Domino, que marcou a reunião do grupo depois de um hiato de 13 anos, na O2 Arena, em Londres, em março de 2022, que já tinha sido adiado quatro vezes devido à pandemia provocada pela covid-19, e que simboliza o final do grupo inglês e também da presença em palco de Collins, com problemas de saúde. Surgindo em palco de cadeira de rodas para cantar e tocar pandeireta, o músico declarou que aquele seria um concerto “muito especial”.
“Esta é a última paragem da nossa tour e é o último show do Genesis”, disse ele. “É difícil para nós acreditarmos que todos vocês ainda nos vem ver. Sim, depois desta noite todos os membros da banda vão ter de arranjar empregos a sério”, gracejou.

## Vida pessoal
Collins casou-se com a canadense Andrea Bertorelli em 1975. Eles tiveram um filho, Simon Collins e Phil adotou a filha de Andrea, Joely Collins. Eles se divorciaram em 1980.
Seu segundo casamento foi com Jill Tavelman, entre 1984 e 1996, no qual teve uma filha, Lily Collins. Casou-se novamente em 1999, com Orianne Cevey. Tiveram dois filhos, Nicholas e Matthew. Se separaram em 2006.
É defensor dos direitos dos animais e torcedor do Tottenham Hotspur Football Club.[carece de fontes?]
Em março de 2022, em uma apresentação em Londres, Collins anunciou sua aposentadoria dos palcos por problemas de saúde. O artista havia passado por várias cirurgias na coluna e também havia sido acometido de uma pancreatite aguda.

## Aparições na televisão e cinema
- Na adolescência, participou do primeiro longa-metragem do The Beatles, A Hard Day's Night, como um dos milhares de jovens que assistiam uma apresentação da banda no final do filme.
- Atuou no episódio Phil the Shill, da segunda temporada da série de TV Miami Vice, em 1984.
- Apresentou duas vezes o Billboard Music Awards.
- Estrelou o filme Buster (1988).
- Fez aparições nos filmes Hook (1991) e And the Band Played On (1993) e no seriado Whooppi.
- Estrelou o filme Frauds (1993).
- Dublou dois filmes de animação: Balto (1995) e The Jungle Book 2.
- Fez uma pequena aparição no filme Ursos Polares da The Naked Brothers Band.
- Gravou a trilha sonora do filme de animação Tarzan da Disney (1999)
- Gravou a trilha sonora usada no filme de animação Brother Bear (2003).

### Jogos eletrônicos
Phil Collins faz uma aparição como ele mesmo no jogo Grand Theft Auto: Vice City Stories. Ele aparece em partes do game chamadas de 'missões' em três oportunidades
Em 2013, a música "I Don't Care Anymore"  aparece em Grand Theft Auto V. É possível escutá-la na "Los Santos Rock Radio".